# Luimelia
#Luimelia è una serie televisiva spagnola, prodotta da Boomerang TV e Diagonal TV, distribuita in prima visione assoluta in streaming su Atresplayer Premium dal 14 febbraio 2020. La serie è derivata da Per sempre e vede come protagoniste Paula Usero e Carol Rovira, che hanno interpretato entrambe i loro personaggi dalla serie madre.

## Storia
Dopo il successo dei personaggi di Luisita e Amelia in Per sempre, è stato annunciato che entrambi avrebbero avuto la propria serie in Atresplayer Premium. A novembre 2019 è stato annunciato che Paula Usero e Carol Rovira sarebbero state incaricate di interpretare i personaggi, come nella serie madre. È stato anche annunciato che Lucía Martín Abello, Jonás Berami e Lena Fernández avrebbero partecipato alla serie recuperando i loro personaggi dalla serie Per sempre.
Dopo la première, è stato annunciato che la serie si era rinnovata per una seconda, una terza e per una quarta stagione.

## Episodi
| Stagione         | Episodi | Prima visione Spagna | Prima visione Spagna |
| Stagione         | Episodi | Inizio               | Fine                 |
| ---------------- | ------- | -------------------- | -------------------- |
| Prima stagione   | 6       | 14 febbraio 2020     | 15 marzo 2020        |
| Seconda stagione | 6       | 16 agosto 2020       | 20 settembre 2020    |
| Terza stagione   | 6       | 17 gennaio 2021      | 21 febbraio 2021     |
| Quarta stagione  | 8       | 25 luglio 2021       | 12 settembre 2021    |

## Personaggi e interpreti

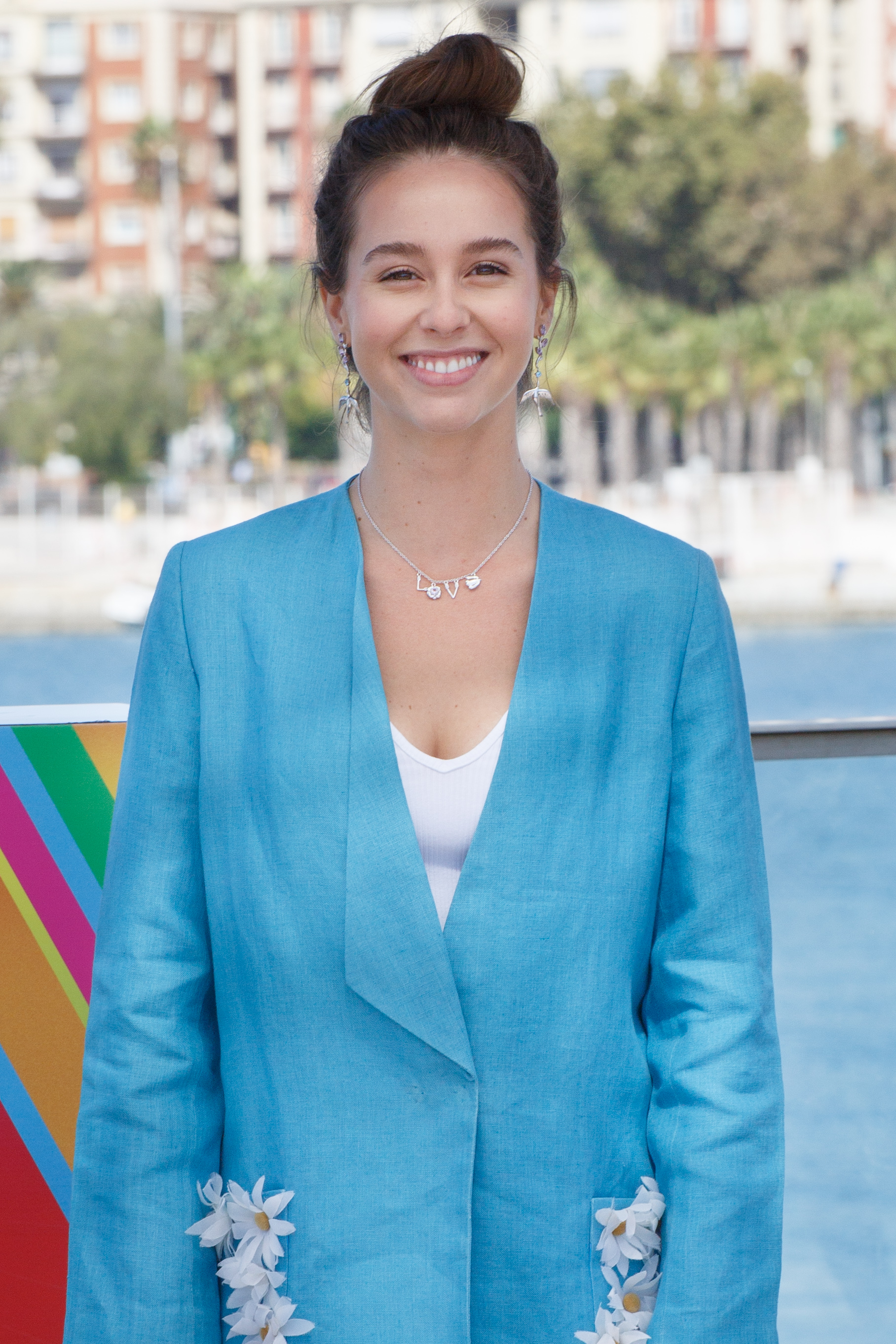
Paula Usero interpreta Luisa Margarita "Luisita"
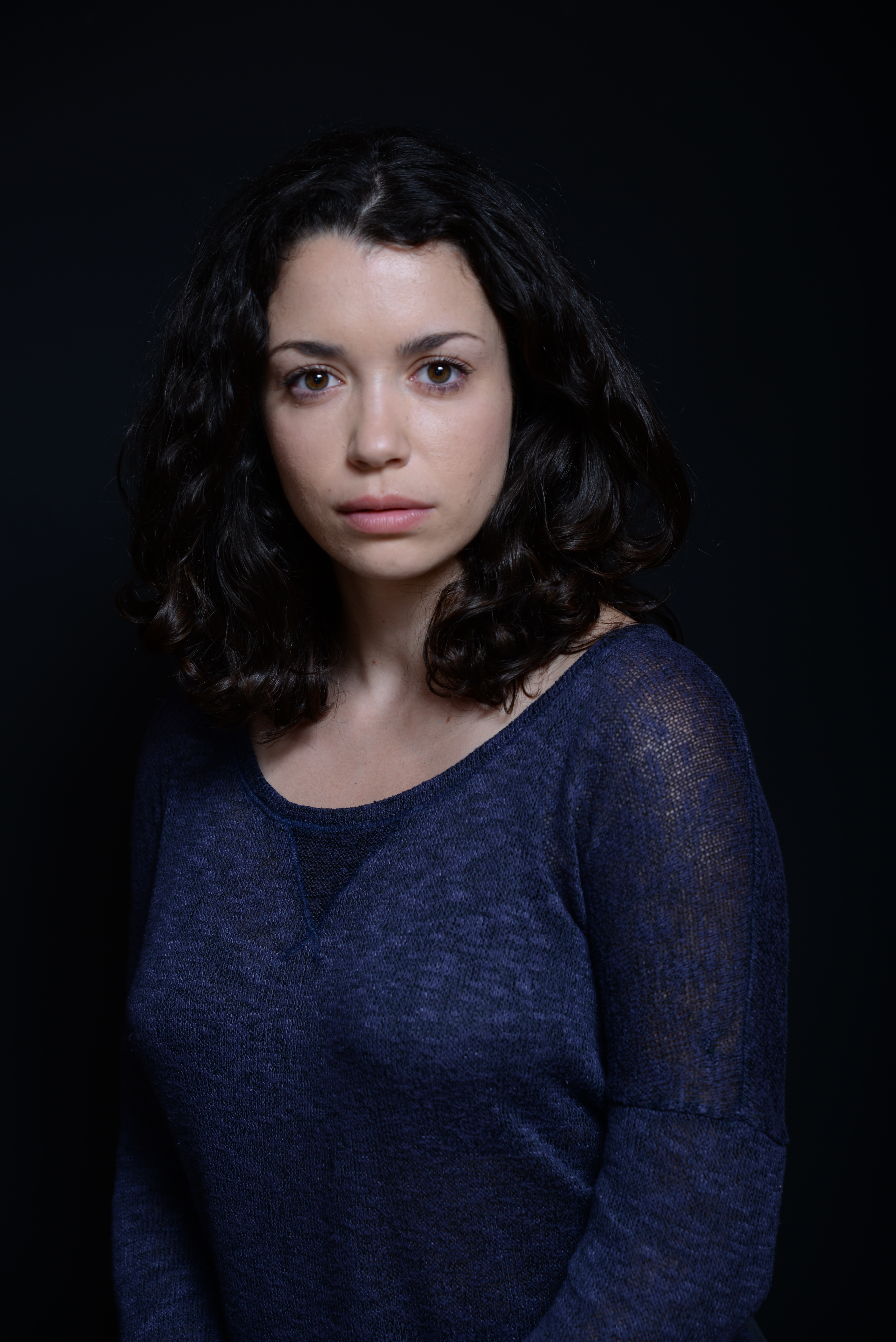
Carol Rovira interpreta Amelia Ledesma
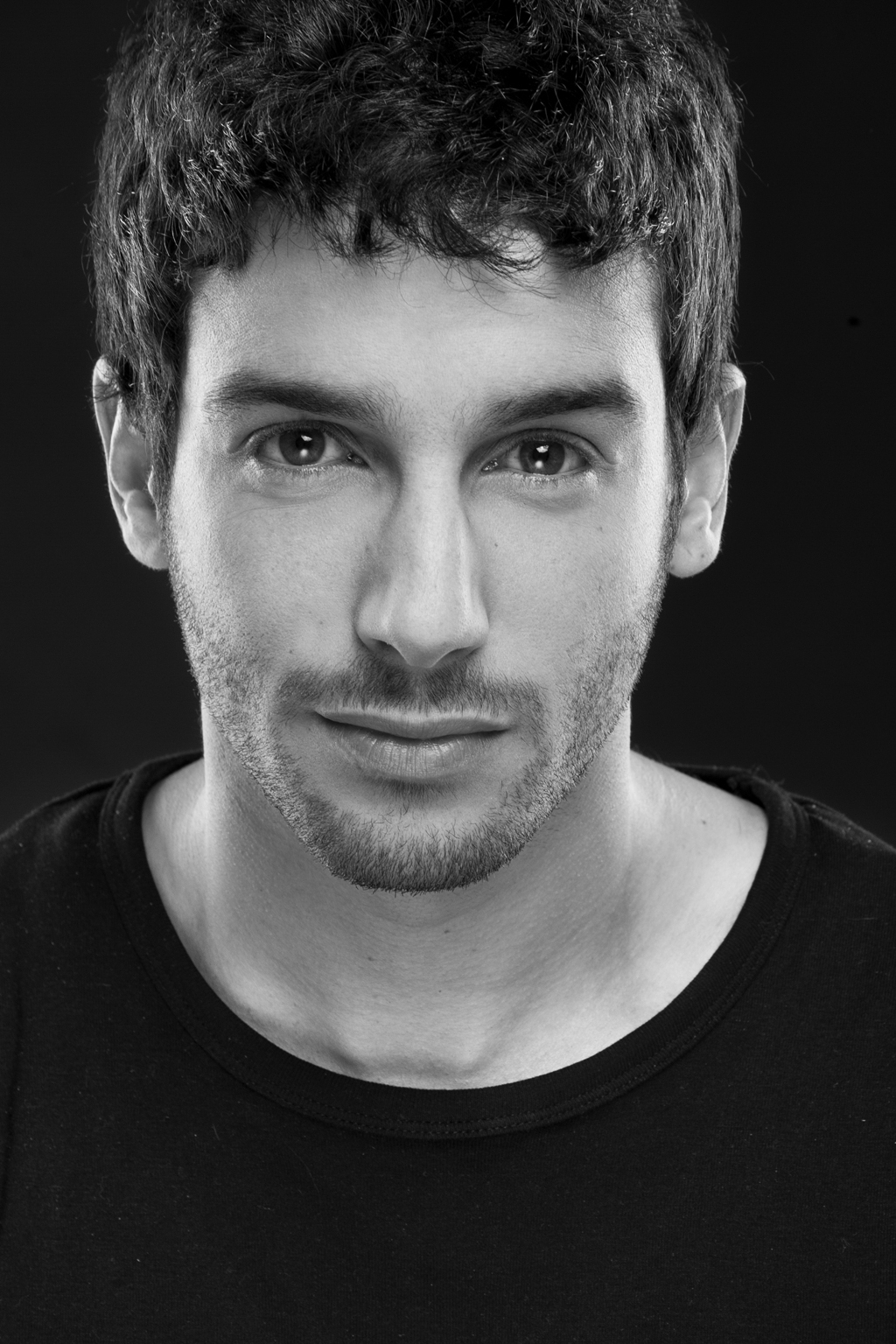
Jonás Berami interpreta Ignacio "Nacho" Solano Dorado

### Prima stagione

#### Personaggi principali
- Luisa Margarita "Luisita" Gómez Sanabria, interpretata da Paula Usero.
- Amelia Ledesma, interpretata da Carol Rovira.

#### Personaggi secondari
- María Gómez Sanabria (episodi 1-2), interpretata da Lucía Martín.
- Ignacio "Nacho" Solano Dorado (episodi 1-2), interpretato da Jonás Berami.
- Maruxa Linares (episodio 1), interpretata da Lena Fernández
- Álvaro Haro (episodio 1).
- Eneko Botana (episodio 1).
- Camino Sánchez (episodio 1).
- Camarero  (episodio 2), interpretata da Anto García.
- Direttore (episodio 4), interpretata da Jordi Planas.
- Jonathan (episodio 4), interpretato da Jorge Silvestre.

### Seconda stagione

#### Personaggi principali
- Luisa Margarita "Luisita" Gómez Sanabria, interpretata da Paula Usero.
- Amelia Ledesma, interpretata da Carol Rovira.

#### Personaggi secondari
- María Gómez Sanabria (episodi 7-8, 10-11), interpretato da Lucía Martín.
- Ignacio "Nacho" Solano Dorado (episodi 7-8, 11), interpretato da Jonás Berami.
- Manuel Gómez Sanabria (episodio 7), interpretato da Álvaro de Juana.
- Camarero (episodio 7), interpretato da Carlos Álvarez.
- Jonathan (episodio 8), interpretato da Jorge Silvestre.
- Lucía (episodio 9), interpretata da Luz Valdenebro.
- Aurelia (episodio 9), interpretata da Lucía Jiménez.
- Él mismo (episodio 9), interpretato da Israel Meléndez.
- Él mismo (episodio 9), interpretato da Rául Chirinos.
- Él mismo (episodio 9), interpretato da Aitor Santos.
- Él mismo (episodio 9), interpretato da Ángel Turlán.
- Él mismo (episodio 9), interpretato da Eduardo Casanova.
- Él mismo (episodio 9), interpretato da Cristian Bautista
- Carla (episodio 10), interpretata da Silma López.
- Ingrid (episodio 10), interpretata da Alicia Rubio.
- Maruxa Linares (episodio 10), interpretata da Lena Fernández.

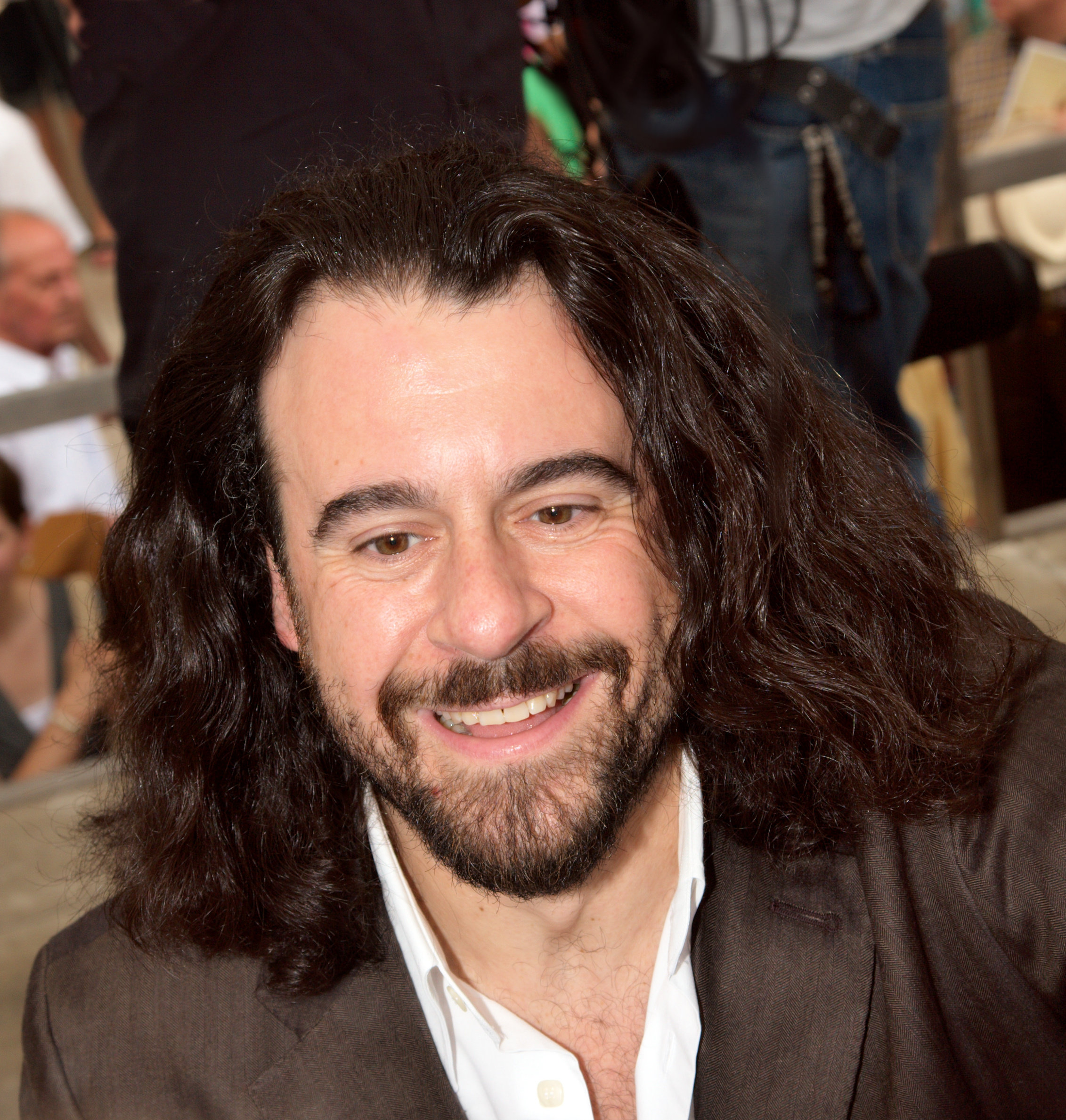
Carlos Álvarez interpreta Camarero
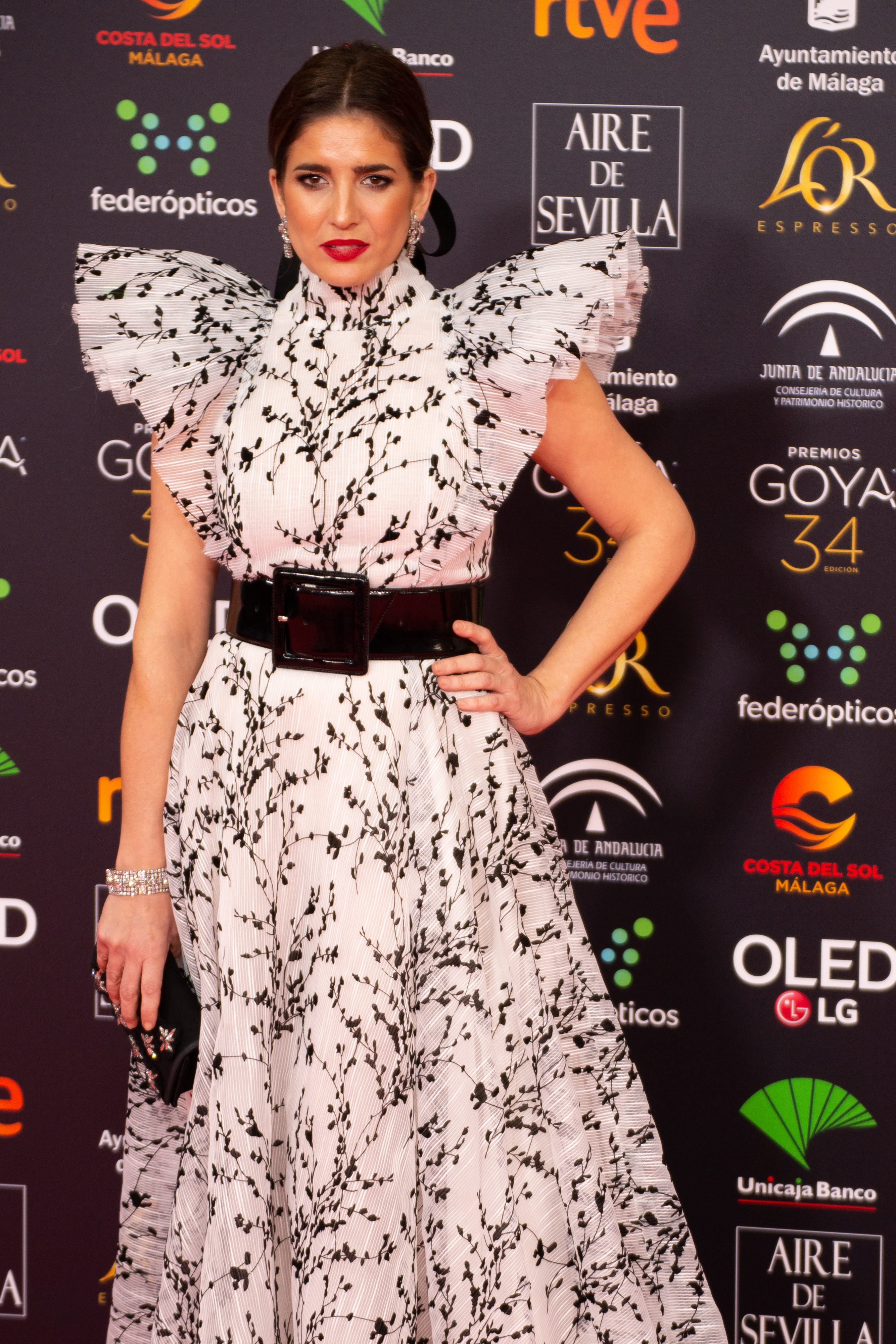
Lucía Jiménez interpreta Aurelia
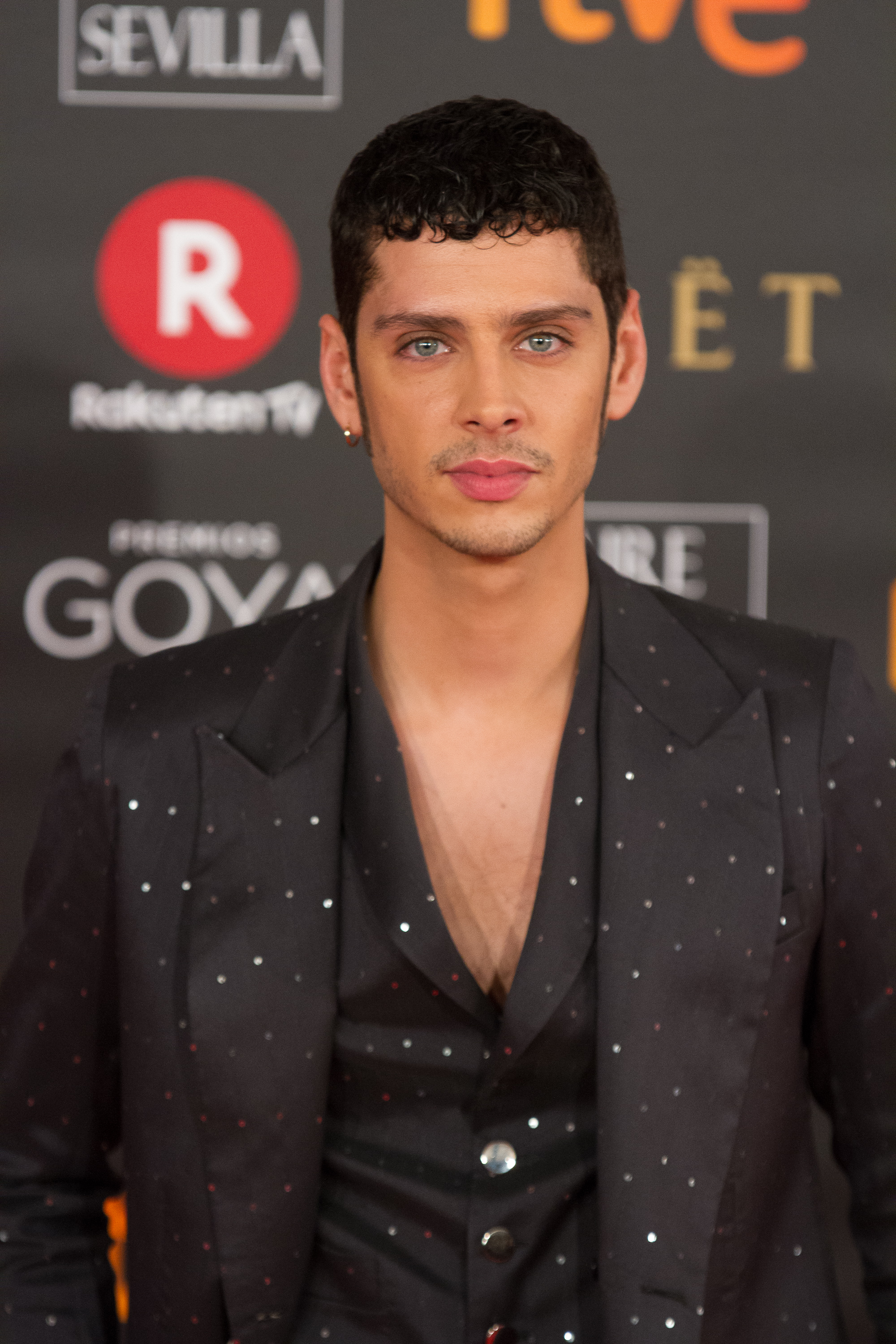
Eduardo Casanova interpreta Él mismo

Con la collaborazione speciale di
- Asunción, (episodio 9), interpretata da Adriana Torrebejano.
- Guillermo (episodio 9), interpretato da David Janer.
- Manolita (episodio 12), interpretata da Itziar Miranda.
- Marcelino (episodio 12), interpretato da Manuel Baqueiro.
- Manolín (episodio 12), interpretato da Álvaro de Juana.

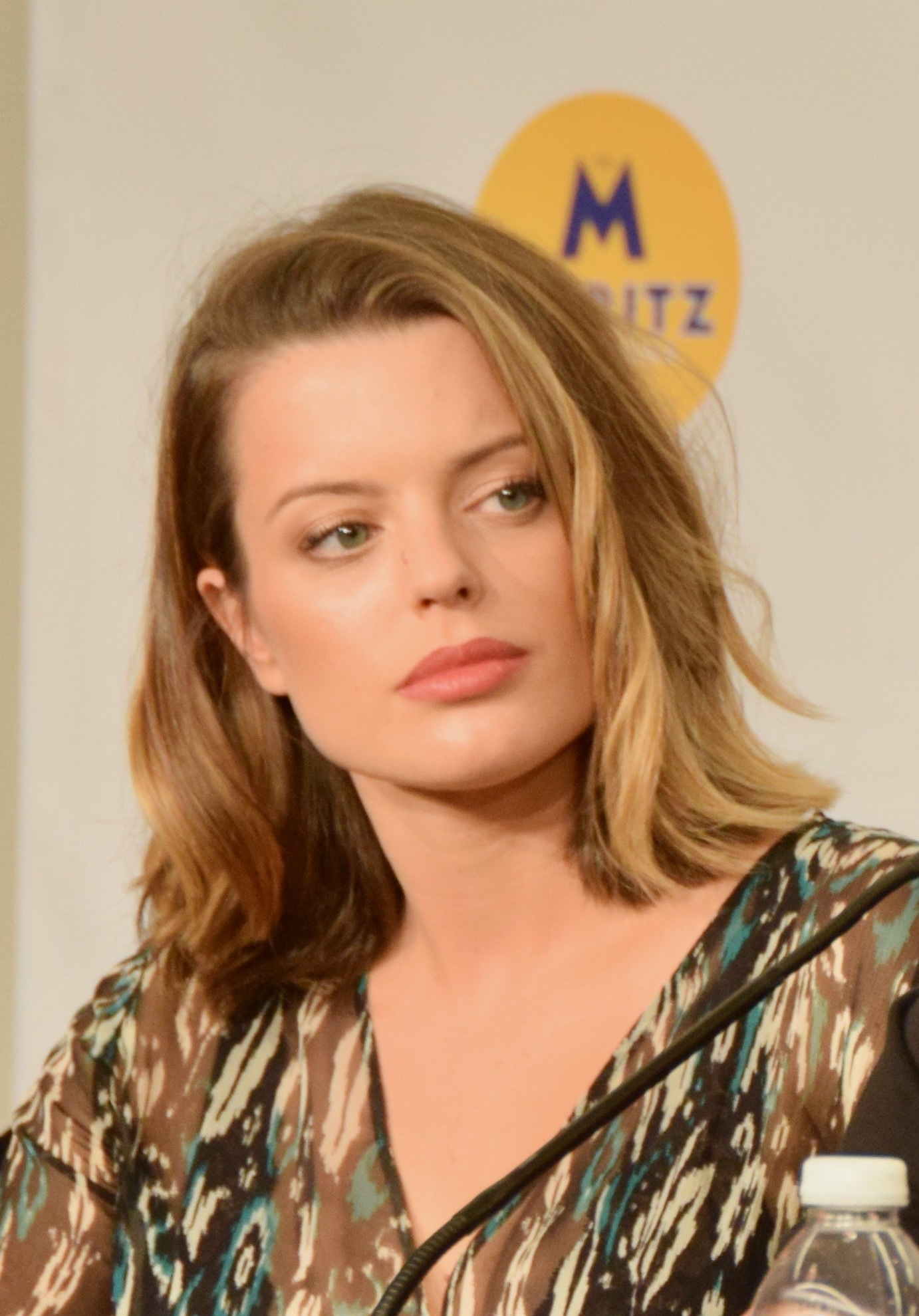
Adriana Torrebejano interpreta Asunción

### Terza stagione

#### Personaggi principali
- Luisa Margarita "Luisita" Gómez Sanabria, interpretata da Paula Usero.
- Amelia Ledesma, interpretata da Carol Rovira.

#### Personaggi secondari
- Santi (episodio 13), interpretato da Edu Navas.
- Gabriela (episodi 13, 17), interpretata da Carmen Losa.
- Dolores (episodi 13, 17), interpretato da Resu Morales.
- Luisita da giovane (episodio 14), interpretata da Lucía Pemán.
- Lorena (episodio 14), interpretato da Aroa Palacios.
- Ignacio "Nacho" Solano Dorado (episodi 14-15, 17), interpretato da Jonás Berami.
- Pepa (episodio 15), interpretata da Laura Sánchez.
- Él mismo (episodio 15), interpretato da Borja G. Santaolalla.
- Ella misma (episodio 15), interpretata da Diana Rojo.
- Marina Crespo Solano (episodi 15, 17), interpretata da Alba Gutiérrez.
- Maruxa Linares (episodio 16), interpretato da Lena Fernández.
- María Gómez Sanabria (episodio 17), interpretata da Lucía Martín.

Con la collaborazione speciale di
- Sebastián Montalbo Fernández (episodio 15), interpretato da César Mateo.

### Quarta stagione

#### Personaggi principali
- Luisa Margarita "Luisita" Gómez Sanabria, interpretata da Paula Usero.
- Amelia Ledesma, interpretata da Carol Rovira.
- Ignacio "Nacho" Solano Dorado, interpretato da Jonás Berami.
- María Gómez Sanabria, interpretata da Lucía Martín Abello.
- Marina Crespo Solano, interpretata da Alba Gutiérrez.
- Ana, interpretata da Ariana Martínez.
- Sergi, interpretato da Roi Méndez.
- Fran Ledesma, interpretato da Francesco Carril

#### Personaggi secondari
- Dolores (episodi 19, 23), interpretata da Resu Morales.
- Pedrito (episodio 19), interpretato da Francisco Javier Pastor.
- Gabriela (episodi 19, 23), interpretata da Carmen Losa.
- Puri (episodi 19, 23), interpretato da Josele Román.
- Amelia Ledesma da giovane (episodio 20), interpretata da Alba de la Fuente.
- Alejandro (episodi 20, 24, 26), interpretato da Alfonso Nieto.
- Entrevistadora (episodio 21), interpretata da Cristina Gallego.
- Entrevistador (episodio 21), interpretato da Álvaro Manso.
- Román (episodio 21), interpretato da Samuel Viyuela.
- Carolina (episodio 21), interpretata da Carolina Iglesias.
- Maruxa Linares (episodio 23, 26), interpretata da Lena Fernández.
- Manolín (episodio 26), interpretato da Álvaro de Juana.
- Invitata al matrimonio (episodio 26), interpretata da Sofía Elliot.
- Invitata al matrimonio (episodio 26), interpretata da Valentina Godfrid.

Con la collaborazione speciale di
- José Antonio (episodi 19, 21-22, 24, 26), interpretato da Javier Botet.
- Tomás Ledesma (episodi 20, 24), interpretato da Joaquín Climent.
- Devoción "Devi" González (episodi 20, 25-26), interpretata da Ana Labordeta.
- Eulogio (episodi 20, 25-26), interpretato da Mariano Venancio.
- Alba (episodio 22), interpretata da Ondina Maldonado.
- Laia Cervera (episodi 22, 24, 26), interpretata da Claudia Traisac.
- Mari Carmen Aguado (episodi 23, 26), interpretata da Carolina Rubio.
- Editore (episodio 24), interpretato da Enrique Villén.
- Manolita (episodio 26), interpretata da Itziar Miranda.
- Marcelino (episodio 26), interpretato da Manuel Baqueiro.

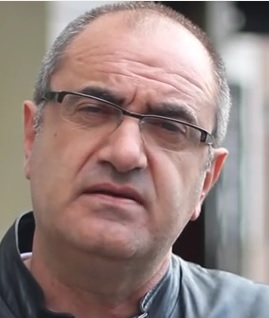
Joaquín Climent interpreta Tomás Ledesma
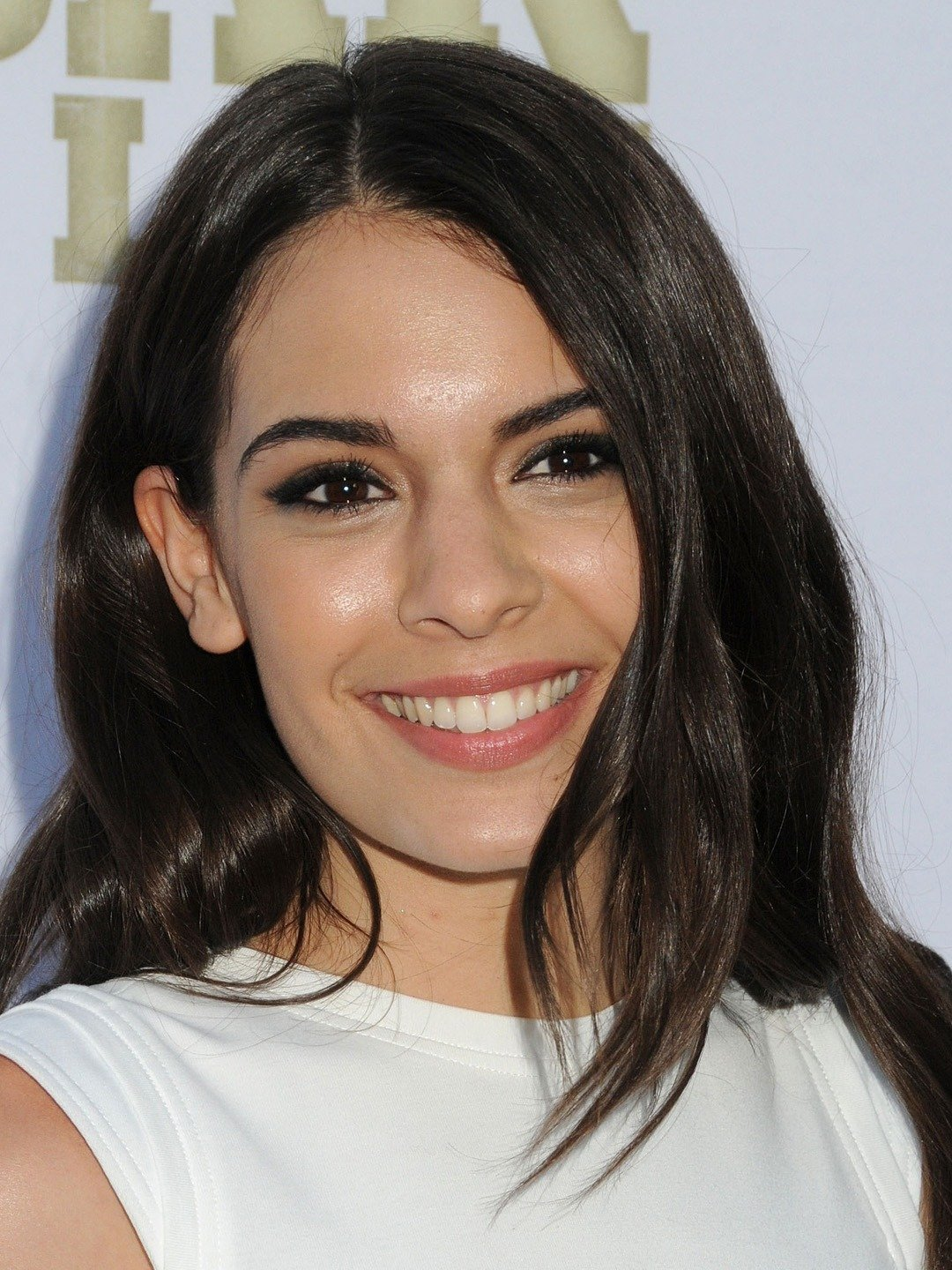
Claudia Traisac interpreta Laia Cervera

## Produzione
L'11 marzo 2020 Atresplayer Premium ha rinnovato la serie per una seconda e una terza stagione. La seconda stagione è stata presentata in anteprima il 16 agosto 2020 e si è conclusa il 20 settembre 2020. La terza stagione è prevista per l'inizio del 2021. Il 18 dicembre 2020, la serie è stata rinnovata per una quarta stagione di 8 episodi da 30 minuti ciascuno.

## Distribuzione
In originale la serie viene distribuita su Atresplayer Premium dal 14 febbraio 2020: la prima stagione è stata distribuita dal 14 febbraio al 15 marzo 2020, la seconda stagione è stata distribuita dal 16 agosto al 20 settembre 2020, la terza stagione è stata distribuita dal 17 gennaio al 21 febbraio 2021, mentre la quarta stagione è stata distribuita dal 25 luglio al 12 settembre 2021.
Composizione episodi
In originale la serie è composta da 26 episodi suddivisi in quattro stagioni, la cui durata è di 10 minuti per le prime tre stagioni, mentre per la quarta stagione la durata diventa di 30 minuti: la prima stagione comprende i primi 6 episodi, la seconda stagione 6, la terza stagione 6, mentre la quarta stagione i rimanenti 8.

## Spin-off
Il 18 settembre 2020 è stato annunciato un nuovo di spin-off della serie, interpretato sempre da Paula Usero e Carol Rovira. Sotto il nome #Luimelia77, consiste in un nuovo montaggio delle scene di Luisita e Amelia in Per sempre, insieme a nuovi contenuti, che narrano l'anno e mezzo di relazione che entrambi i personaggi hanno mantenuto nella serie madre. Il primo dei quattro episodi che lo compongono è stato rilasciato il 22 novembre 2020 attraverso la piattaforma Atresplayer Premium. Lo spin-off si è concluso il 13 dicembre 2020.

## Riconoscimenti
- 32º GLAAD Media Awards 2021 – Nomination come Miglior serie televisiva con sceneggiatura in lingua spagnola